# Проспект газеты «Звязда» (Минск)
Проспект газеты «Звязда» (бел. Праспект газеты «Звязда») — проспект на юго-западе Минска. Назван в честь белорусской общественно-политической газеты «Звязда».
Первоначально магистраль была названа в честь советской газеты «Известия», однако в 2005 году по просьбе сотрудников редакции «Звязды» Указом Президента Республики Беларусь № 216 проспект был переименован.

## Описание
Проспект газеты «Звязда» продолжает улицу Янки Брыля и идёт от улицы Алибегова до улицы Белецкого, пересекая улицу Голубева и проспект Любимова. Улица Громова является продолжением проспекта газеты «Звязда». Магистраль идёт параллельно улице Рафиева и проспекту газеты «Правда».
Проспект представляет собой четырёхполосную дорогу с двухсторонним движением и одной проезжей частью. В районе пересечения с проспектом Любимова и улицей Алибегова имеются автомобильные развязки.
Через проспект проходят автобусы, троллейбусы и маршрутные такси. Расстояние до ближайшей станции метро — Петровщина — составляет 1,4 км.

### Перекрёстки
- проспект газеты «Звязда», улица Алибегова и улица Янки Брыля
- проспект газеты «Звязда», улица Голубева
- проспект газеты «Звязда», проспект Любимова
- проспект газеты «Звязда», улица Белецкого и улица Громова.

## Транспорт
По проспекту на разных участках проходят:
- Автобусы: 75, 104, 116, 122э, 156с, 196с, 297, 355, 355а, 357, 363
- Троллейбусы: 36, 39, 53[2]

## Достопримечательности

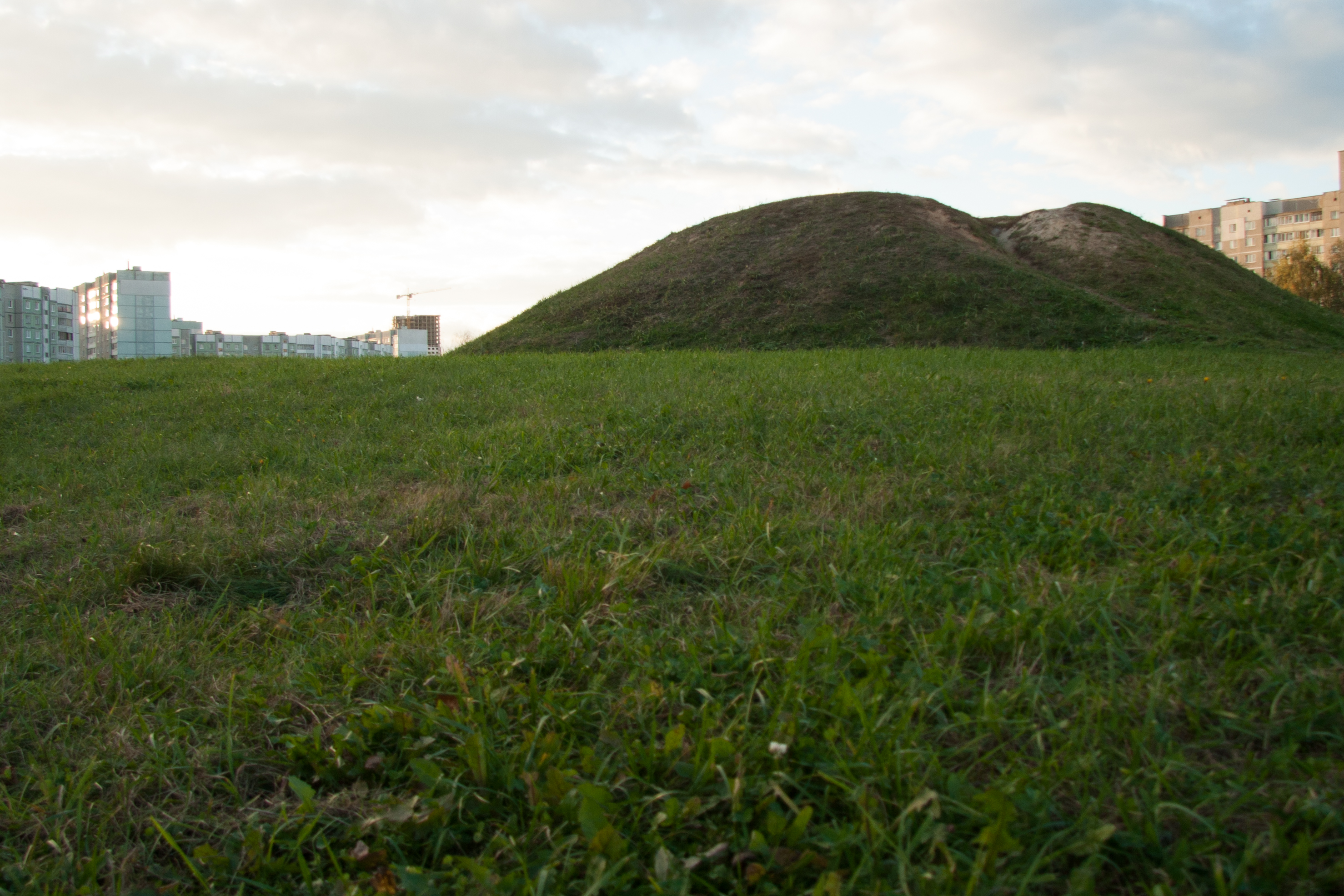
Курганный могильник X — XI века на пересечении двух столичных проспектов

- На пересечении проспектов газеты «Звязда» и Любимова находится курганный могильник X — XI века — историко-культурная ценность Республики Беларусь (шифр 713В000037)[3].